# 王実甫
王 実甫（おう じっぽ）は、元曲の作者。『西廂記』の作者として知られる。

## 略歴
『録鬼簿』巻上（天一閣本）によると王実甫は大都の人で、名を徳信といった（実甫は字）。それ以外の事績はほとんど何もわかっていない。
関漢卿・馬致遠・白仁甫らと同じ元朝初期の人物であり、元曲六大家のひとりとされることがある。

## 作品
『西廂記』が代表作である。
『録鬼簿』や『太和正音譜』は王実甫の雑劇として十数種の題を載せる。『西廂記』以外の現存する雑劇では『元曲選』に『麗春堂』を収録するほか、『孤本元明雑劇』ほかに『破窯記』を収める。ほかに『芙蓉亭』と『販茶船』の曲が部分的に残っている。